# بين زيمانسكي
بين زيمانسكي (بالإنجليزية: Ben Zemanski)‏ (12 مايو 1988 بآكرون في الولايات المتحدة - ) هو لاعب كرة قدم أمريكي في مركز الدفاع. لعب مع نادي شيفاز يو إس أي وبورتلاند تمبرز وCleveland Internationals ‏.

## وصلات خارجية
- بين زيمانسكي على موقع الدوري الأمريكي (الإنجليزية)
- بين زيمانسكي على موقع قاعدة بيانات كرة القدم.إي يو (الإنجليزية)
- بين زيمانسكي على موقع Soccerway.com (الإنجليزية)
- بين زيمانسكي على موقع عالم كرة القدم.نت (الإنجليزية)
- بين زيمانسكي على موقع AS.com (الإسبانية)